# Beroun
Beroun é uma cidade checa localizada na região da Boêmia Central, distrito de Beroun.